# Història de Costa d'Ivori
La història primitiva de Costa d'Ivori és virtualment desconeguda, encara que es creu que va existir aquí una cultura neolítica. França va fer el seu primer contacte amb Costa d'Ivori el 1637, quan van arribar missioners a Assinie, prop de la frontera de la Costa d'Or (avui Ghana). Els primers contactes estaven limitats a uns pocs missioners a causa de la inhòspita línia costanera i la por dels colons cap als habitants.
Al segle xviii, el país va ser envaït per dos grups relacionats amb els grups akan, els agnis, que van ocupar el sud-est, i els baoulé, que es van establir en la secció central. El 1843 - 1844, l'almirall Bouet-Williaumez va signar tractats amb els reis de les regions del Gran Bassam i Assinie, posant els seus territoris sota protectorat francès. Exploradors, missioners, companyies comercials i soldats francesos van estendre gradualment l'àrea sota control francès terra endins des de la regió de la llacuna. Tanmateix, la pacificació no es va complir fins al 1915.

## Període precolonial
El territori està habitat des del Paleolític superior, com proven algunes restes trobades, malgrat les dificultats per a l'arqueologia per les condicions del terreny i per la manca de tradició d'excavacions al país. A l'època antiga al nord es van establir pobles saharians i al sud els Krus, vinguts de Libèria. Els diferents pobles es van organitzar en ciutats estat que sobrevivien gràcies a les rutes comercials i sense límits precisos.
Els primers colonitzadors europeus van ser els portuguesos, qui van batejar el país per la quantitat d'ivori que hi van trobar. A finals del segle xviii va iniciar-se el colonialisme francès, amb la conversió al catolicisme dels principals líders tribals, tot i que no va esdevenir propietat oficial de França fins al 1893.

## Penetració francesa a l'interior
Les exploracions del capità Binger a la zona de Níger i interior de la Costa d'Ivori, va donar la idea al capità francès Menard de completar aquest itinerari reunint els establiments de Grand Bassam a la costa i del Regne de Kong, a l'interior, amb l'Alt Niger ara rebatejat Sudan Francès (modern Mali) i els Rius del Sud (Guinea). El Ministeri de Colònies va autoritzar el projecte i va encomanar a Menard posar sota protectorat francès a totes les tribus entre el Regne de Kong i Kouroussa, remuntant després el Níger fins a les fonts per arribar a Benty.
Menard va desembarcar a Grand Brassam a finals d'octubre de 1890 i va sortir a mitjan novembre amb 11 tiradors i 1 interpret àrab; de Comoé va passar a Bondoukou on va tenir alguns problemes amb el rei Ardjimani; després va anar a Kong on va estar uns mesos; al Regne de Kong regnava Karamoko-Oulé que estava a Dakara com a base durant la seva guerra contra els palakes; era novembre de 1891 quan va sortir de Kong, va travessar el riu Zini i va entrar a Pouara, capital de la província de Tafirira, on l'intèrpret va morir de disenteria. Va creuar després el Bandama, va visitar Tiemou i Kadioua on fou retingut pels habitants fins al 15 de desembre i va passar llavors el Gou, afluent del Bandama, pel gué de Souansou; després Menard va avançar per Boro i Missidougou, fins a Sakala on va estar deu dies com hoste del cap local Bassikou. El 29 de desembre va arribar a Koyaradougou, a la vora nord de la gran jungla equatorial habitada pels los.
Va restar allí fins al 7 de gener de 1892 aprofitant per mantenir relacions amistoses amb el cap nòmada Fakourou Bamba, antic aliat de Samori Turé i ara un ferotge adversari seu; Bamba estava al front d'una banda de bandits i havia saquejat les poblacions de Gona i Massara, al districte de Mona, i assetjava la capital del país, Seguela, els habitants de la qual eren favorables a l'almamy Samori. Fakourou Bamba va oferir hospitalitat a Menard a la rodalia de Seguela i li va prometre els mitjans per seguir el seu viatge cap a Mousardou i l'Alt Níger una vegada conquerida la tata de Seguela. Fou llavors quan Menard va saber de la conquesta francesa de Kankan i l'atac a Bissandougou; l'inici de la Guerres mandingo entre Samori i França no permetia a Menard penetrar al Wassulu per arribar a Kouroussa, així que havia de retornar cap al sud a la Costa d'Ivori o cap al nord, fins a Sikasso on sabia que hi havia el tinent Marchand; finalment va optar per una tercera opció: avançar al nord-oest cap a Nafana i Mousardou (que suposava que no pertanyia a l'almamy, però de fet formava el límit oriental dels territoris de Samori), rodejant la regió perillosa i evitant passar per territori de Samori; més enllà de Mousardou hi havia la frontera de Libèria, i comptava arribar a Benty a través de Sierra Leone. Menard va acceptar els oferiments de Fakourou i passant per Massara i Gona, s'hi va reunir a Seguela (11 de gener de 1892); amb el suport dels tiradors francesos Fakourou Bamba va assaltar la tata de Seguela però fou rebutjat.
Seguela havia demanat ajut a un lloctinent de Samori, Sékou-Ba, que ocupava Borotou (que havia passat a Samori el 1890). El 23 de gener 80 guerrers de Nafana van arribar per ajudar els defensors i uns dies després el propi Sékou-Ba va aparèixer amb un destacament de 400 o 500 infants i 28 cavallers; els assetjats van aprofitar per efectuar una sortida. Tot i la lluita desesperada dels tiradors, Menard va quedar rodejat en un punt per una banda de sofes i altres guerrers i va acabar mort (4 de febrer de 1892). El seu cap i els seus papers foren enviats a Samori que estava aleshores a Kabadianbara, a l'oest de Kérouané. Fakourou Bamba es va retirar a Gona, perseguit pels enemics; alguns tiradors es van salvar i van arribar a Sakala des d'on, a través de Tengréla i Sikasso, van arribar a Bamako on van fer saber la mort de Menard.
Des de l'agost de 1891, en no tenir notícies de Menard, el comandant Herbin, governador interí del Territori del Sudan Francès havia enviat en la seva busca al tinent Vigy. Aquest va passar de Ségou a Kong via Sikasso i Bobo-Dioulasso; en aquesta població els habitants, que temien un atac de Tieba de Sikasso, van impedir al tinent prosseguir el viatge. Vigy, que havia esbrinat que Menard s'havia dirigit al sud-oest, va decidir retornar; malalt, va aconseguir arribar a Bani i finalment va morir a Soumadougouri sense poder retornar a Ségou.

## Colònia francesa
Costa d'Ivori es va convertir oficialment en colònia francesa el 10 de març de 1893. El capità Louis-Gustave Binger, que havia explorat la frontera de la Costa d'Or, va ser nomenat el primer governador. Va negociar tractats limítrofs amb Libèria i el Regne Unit (per la Costa d'Or) i més tard va començar la campanya contra Almany Samory, un cap malinké que va lluitar contra els francesos fins al 1898.
Del 1904 fins al 1958, Costa d'Ivori era una unitat constituent de la federació de l'Àfrica Occidental Francesa. Va ser colònia i territori d'ultramar sota la Tercera República Francesa. Fins al període següent a la Segona Guerra Mundial, els assumptes governamentals a l'Àfrica Occidental Francesa eren administrats des de París. La política francesa a l'Àfrica occidental es va reflectir principalment en la seva filosofia d'"associació", volent dir que tots els africans a Costa d'Ivori eren oficialment "subjectes" francesos sense drets de representació a l'Àfrica o a França.
Durant la Segona Guerra Mundial, el règim de Vichy va romandre en el control fins al 1943, quan membres del govern provisional del general Charles de Gaulle van assumir el control de tota l'Àfrica Occidental Francesa. La conferència de Brazzaville de 1944, la primera Assemblea Constituent de la Quarta República Francesa el 1946, i la gratitud de França per la lleialtat africana durant la guerra va portar a reformes governamentals de llarg abast el 1946. La ciutadania francesa va ser concedida a tots els "subjectes" africans, es va reconèixer el dret a organitzar-se políticament i diverses formes de treball forçat van ser abolides.
Es va aconseguir un punt decisiu en les relacions amb França amb l'Acta de Reforma d'Ultramar (Loi Cadre) de 1956, la qual transferia un nombre de poders des de París a governs territorials triats a l'Àfrica Occidental Francesa i també removia les restants inequitats votants.

## Independència
El desembre de 1958, Costa d'Ivori es convertia en una república autònoma dins de la Comunitat Francesa com a resultat d'un referèndum que va portar l'estatus de comunitat a tots els membres de l'antiga federació d'Àfrica Occidental Francesa excepte Guinea, la qual havia votat contra l'associació. Costa d'Ivori es va independitzar el 7 d'agost de 1960, i va permetre que la seva pertinença comunitària caduqués. Va establir la ciutat comercial d'Abidjan com la seva capital.
La història política contemporània de Costa d'Ivori està associada de prop amb la carrera de Félix Houphouët-Boigny, president de la república i líder del Parti Démocratique de la Costa d'Ivori (PDCI) fins a la seva mort, el 7 de desembre de 1993. Va ser un dels fundadors de la Rassemblement Démocratique Africain (RDA), el principal partit polític interterritorial pre-independència per a tots els territoris africans occidentals francesos excepte Mauritània.
Houphouët-Boigny va venir primer a la prominència política el 1944 com a fundador del Syndicat Agricole Africain, una organització que va guanyar condicions millorades per als grangers africans i va formar un nucli per al PDCI. Després de la Segona Guerra Mundial, va ser elegit per un estret marge per a la primera Assemblea Constituent. Representant Costa d'Ivori a l'Assemblea Nacional Francesa des del 1946 fins al 1959, va dedicar gran part del seu esforç a l'organització política interterritorial i a la posterior millora de les condicions laborals. Després dels seus tretze anys de servei a l'Assemblea Nacional Francesa, incloent gairebé tres anys com a ministre en el govern francès, es va convertir en el primer ministre de Costa d'Ivori a l'abril de 1959, i a l'any següent va ser triat com el seu primer president.
Al maig de 1959, Houphouët-Boigny va reforçar la seva posició com a figura dominant a l'Àfrica Occidental en portar a Costa d'Ivori, Níger, Alt Volta (Burkina Faso), i Dahomei (Benín) al Consell de l'Entente, una organització regional que promovia el desenvolupament econòmic. Va mantenir que el camí cap a la solidaritat africana era a través de la cooperació econòmica i política pas a pas, reconeixent el principi de la no-intervenció en els assumptes d'altres estats africans.
Les primeres eleccions multipartidistes es van realitzar a l'octubre de 1990 i Houphouët-Boigny va guanyar de forma convincent.

## Període posterior a la mort d'Houphouët-Boigny
Houphouët-Boigny va morir el 7 de desembre de 1993, i va ser succeït pel seu diputat Henri Konan Bédié que va ser president del Parlament.
Va ser enderrocat el 24 de desembre de 1999 pel general Robert Guéï, un ex comandant d'exèrcit tret per Bédié. Aquest va ser el primer cop d'estat en la història de Costa d'Ivori. Va seguir un descens de l'activitat econòmica i la junta va prometre retornar el país al govern democràtic l'any 2000.
Guéï va permetre que es fessin eleccions a l'any següent, però quan aquestes van ser guanyades per Laurent Gbagbo, ell es va refusar al principi a acceptar la seva derrota. Però les protestes del carrer el van obligar a renunciar i Gbagbo es va convertir en president el 26 d'octubre de 2000.
El 19 de setembre de 2002, va sorgir una rebel·lió al nord i a l'oest i el país va quedar dividit en tres parts. Van ocórrer assassinats massius, notablement a Abidjan des del 25 fins al 27 de març, quan forces del govern van matar a més de 200 protestants, i el 20 i 21 de juny a Bouaké i Korhogo, on les purgues van portar a l'execució de més de 100 persones. Un procés de reconciliació sota auspicis internacionals va començar el 2003. Diversos milers de tropes franceses i africanes occidentals van romandre a Costa d'Ivori per mantenir la pau i a ajudar a implementar els acords de pau.
Se suposava que es duria a terme un desarmament el 15 d'octubre de 2004, però va ser un fracàs. Costa d'Ivori ara està dividida entre el líder rebel Guillaume Soro i el president Laurent Gbagbo, que ha bloquejat els avenços diplomàtics fets a Marcoussis i Accra, de les lleis relacionades amb les reformes polítiques promeses per Gbagbo a Accra, només dos de deu s'han votat fins ara. El costat rebel tampoc ha mantingut les seves promeses, la qual cosa resulta en un estat de guerra quasi civil.
La frustració és ara un sentiment dominant en la població, especialment des que la mitjana de la qualitat de vida ha caigut des de l'era de Félix Houphouët-Boigny. La responsabilitat per l'empitjorament de la situació és àmpliament atribuïda al poble del Nord, tot i que la qualitat de vida sota el govern d'Houphouët-Boigny va ser degut principalment al patrocini a través del sistema "Françafrique" (dissenyat per consolidar la influència de França a l'Àfrica), i l'economia va funcionar principalment gràcies a una mal pagada classe treballadora burkinabé i immigrants de Mali.
El deute del país ha crescut, el desordre civil ocorre diàriament, i la vida política s'ha tornat en lluites personals per interessos. Per respondre a aquests problemes, va néixer el concepte d'"ivoirité", un terme racista que apunta principalment a denegar els drets econòmics i polítics als immigrants del Nord.
Noves lleis sobre elegibilitat, nacionalitat i propietat han de ser adoptades per dirigir-se a aquest tema, però si són retardades, la inscripció d'electors serà impossible abans de les properes eleccions. Això podria portar a una perillosa situació on el govern s'enganxaria al poder, la qual cosa la rebel·lió probablement no ho acceptaria.
Les tensions entre Costa d'Ivori i França van augmentar el 6 de novembre de 2004, després que atacs aeris ivorians van matar a 9 pacificadors francesos i a un treballador de socors. En resposta, les forces franceses van atacar l'aeroport de Yamussoukro, destruint tots els avions de la força aèria ivoriana. Violentes protestes van sorgir a Abidjan i Yamussoukro, i van estar marcades per la violència entre ivorians i pacificadors francesos. Milers d'estrangers, especialment ciutadans francesos, van evacuar les dues ciutats.

### Dècada de 2010
El 19 de novembre de 2014 Hi va haver manifestacions i moviments de militars a moltes ciutats del país, entre elles Abidjan per tal de reclamar millores salarials i del seu nivell de vida. Paul Koffi Koffi, Ministre de Defensa, va emetre un comunicat demanant-los que tornessin a les seves casernes i va anunciar el pagament de sous endarrerits i millorar la seva cobertura sanitària.